# 隨建即連網路
隨建即連網路（英語：mobile ad hoc network，縮寫為），又譯為行動隨意網路、移动临时网络，它是一種以行動裝置，通過無線連結，自我組態所形成的網路，屬於無線隨意網路的一種。
在MANET之中的每個行動裝置都可以自由移動，隨時改變無線連結。每個行動裝置節點都必須協助轉發網路封包，即使這個封包是跟這個裝置無關的。因此，每個節點都扮演了路由器的角色。要建立一個 MANET，最根本的挑戰在於讓每個行動裝置都能夠得到足夠的資訊，以協助保持網路資訊的流通。像這樣的網路可能是自己運作的，或者連結到更大的網際網路。

## 使用案例
- AirDrop